# Bagghar
Bagghar es una ciudad portuaria ficticia situada en el Marruecos de la Francia Colonial. Aparece en los álbumes El cangrejo de las pinzas de oro y El secreto del Unicornio de la serie de historietas de Las aventuras de Tintín, del dibujante belga Hergé. Fue esta la ciudad en la que el barco mercante Karaboudjan fue descubierto bajo el disfraz del nombre cambiado a Djebel Amilah, después de que se hubiera comunicado su falso hundimiento. Uno de los residentes más notables de la ciudad es Omar Ben Salaad, seguramente el hombre más rico de la ciudad. El nombre de Bagghar suena como "bagarre", palabra francesa que significa "pelea" o "lucha".
Bagghar apareció también en la película de animación Las aventuras de Tintín: el secreto del Unicornio estrenada en 2011. En la película, Bagghar fue descrita como una ciudad-estado semiindependiente con su propio gobernador: un Omar Ben Salaad reinterpretado. 
- Datos: Q24960917